# 21262 Канба
21262 Канба (21262 Kanba) — астероїд головного поясу, відкритий 24 квітня 1996 року.
Тіссеранів параметр щодо Юпітера — 3,149.